# Metropol
Metropol fue una revista española de historietas y el nombre de la ciudad donde transcurre Kraken, una de sus series estrella. La revista fue editada entre 1983 y 1984 por Ediciones Metropol, de Fernando Fernández y Leopoldo Sánchez.

## Contenido y estructura
La revista se componía de relatos breves y también de series de autores como Antonio Segura, Enrique Sánchez Abulí, Manfred Sommer, José Ortiz, Jordi Bernet o Carlos Giménez.
Algunas de las series que se publicaron fueron las siguientes:
- Kraken de Antonio Segura y Jordi Bernet
- Pollux de Manfred Sommer
- Vito de Antonio Segura y Jordi Saladrigas
- Ives, de Antonio Segura y José Ortiz
- Perla de Enrique Sánchez Abulí, José Ortiz y José Maria Cardona
- Paco Rusque, de Mariano Hispano y Luis Bermejo